# Тцвифель, Теодорих

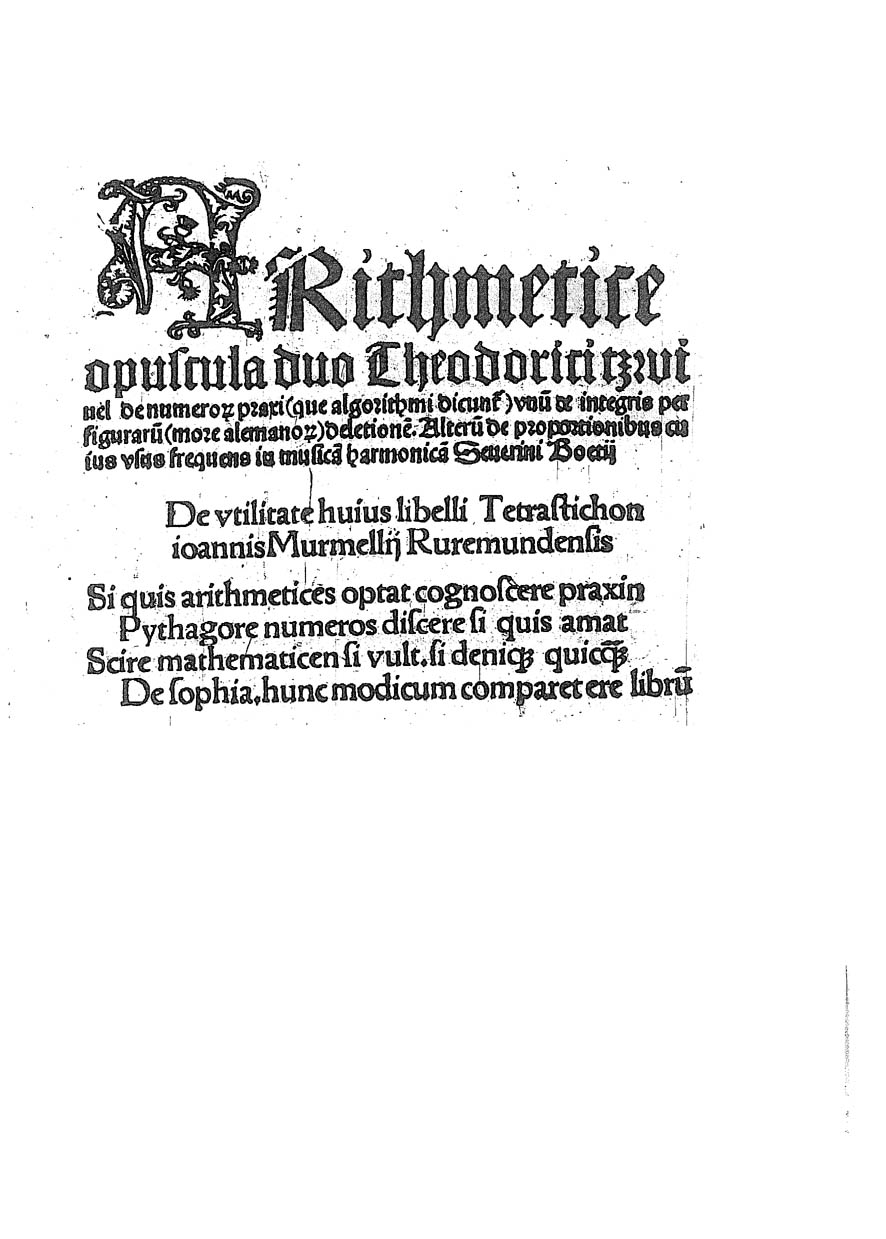
Титульный лист Arithmeticae opuscula duo (1507)

Дитрих Цвивель Старший (нем. Dietrich  Tzwyvel der Ältere; 1490—1536) — германский математик, топограф, печатник эпохи Возрождения. 
Родился недалеко от города Моншау в герцогстве Юлих-Берг. Написал свой первый труд по арифметике в 15 лет. В это же время перебирается в Мюнстер, бывший в то время центром научной жизни.
В 1507 году им была напечатана книга «Arithmetice opuscula duo Theodorici Tzwiuel, de numerorum praxi (que algorithmi dicuntur), unum de integris, per figurarum (more alemannorum) deletionem. Alterum de proportionibus cujus usus frequens in musicam harmonicam Severini Boetii» (Monasterii). 
В конце жизни выполнил расчет новых астрономических часов для Мюнстерского собора.
Другие известные работы:
- «Opuscula duo de numerorum praxi» (1505);
- «Ars suppulatoria calcularis» (1508);
- «Elucidarium computi ecclesiastici ad communem rei litt. utilitatem» (1516);
- «Structura Quadrantis Geometrici ac Astronomici cum Canonib[us] ip[s]i[us] usus» (1521).